# Ассоциация американских художников и скульпторов
Ассоциация американских художников и скульпторов (англ. Association of American Painters and Sculptors, сокр. AAPS) — художественная организация США.

## История

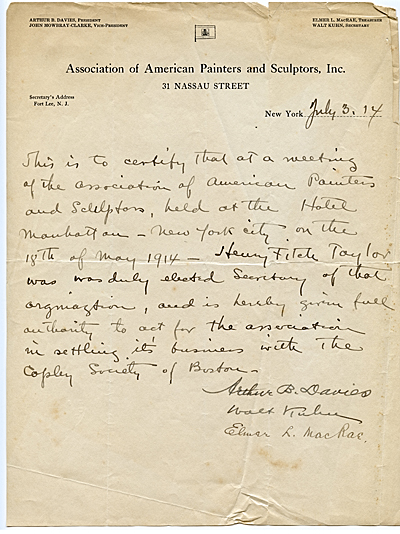
Меморандум ассоциации о её секретаре − Генри Тэйлоре

Ассоциация была основана в Нью-Йорке в 1911 году с целью найти подходящее выставочное пространство для молодых американских художников. После предварительных встреч художников — Джерома Майерса, Элмера Макрея, Уолта Куна и других — 16 декабря 1911 года в галерее Мэдисона (Madison Gallery) состоялась встреча с целью основания этой организация. На следующей встрече 2 января 1912 года были избраны руководящие органы и началось обсуждение планов выставочной деятельности.
Первым президентом ассоциации был заочно избран Джулиан Уир, который вскоре подал в отставку, и руководство перешло к Генри Тейлору, а затем к Артуру Дэвису.
Дэвис, Кун и Уолтер Пах вскоре разработали план крупной международной экспозиции, которая известна как Арсенальная выставка.
Преемником Ассоциации американских художников и скульпторов стало Общество независимых художников.